# Liste der Kulturdenkmäler in Sankt Julian
In der Liste der Kulturdenkmäler in Sankt Julian sind alle Kulturdenkmäler der rheinland-pfälzischen Ortsgemeinde Sankt Julian einschließlich der Ortsteile Eschenau, Gumbsweiler und Obereisenbach aufgeführt. Grundlage ist die Denkmalliste des Landes Rheinland-Pfalz (Stand: 6. September 2022).

## Einzeldenkmäler
| Bezeichnung                 | Lage                                     | Baujahr  | Beschreibung | Bild            |
| --------------------------- | ---------------------------------------- | -------- | --- | --------------- |
| Protestantisches Pfarrhaus  | Sankt Julian, Bergstraße 3 Lage          | 1885     | eingeschossiger hausteingegliederter Putzbau, neuromanische Motive, 1885, Architekt Joseph Hoffmann, Ludwigshafen; ehemalige Pfarrscheune                                                    | Fotos hochladen |
| Protestantische Pfarrkirche | Sankt Julian, Hauptstraße 21 Lage        | um 1130  | romanischer Glockenturm, um 1130; Sandsteinquader-Saal, Rundbogenstil, 1880/81, Architekt Max von Siebert, Speyer; mit Ausstattung, Stumm-Orgel; außen: Kriegerdenkmal 1914/18, 1920er Jahre | Fotos hochladen |
| Ölmühle                     | Sankt Julian, Mühlstraße, bei Nr. 8 Lage | vor 1840 | ehemalige Ölmühle, jetzt Museum; Bruchsteinbau mit Krüppelwalmdach, 1840 erneuert; mit technischer Ausstattung                                                                               | Fotos hochladen |
| Alte Schule                 | Sankt Julian, Steige 1 Lage              | 1838     | ehemalige Schule; kubischer Sandsteinquaderbau mit Walmdach, 1838, Architekt Johann Schmeisser, Kusel                                                                                        | Fotos hochladen |
| Bahnhof                     | Eschenau, Bahnhofstraße 10 Lage          | 1904     | ehemaliger Bahnhof; Quaderbau mit überstehendem Satteldach, separater Lagerschuppen, 1904 | Fotos hochladen |
| Quereinhaus                 | Eschenau, Flurstraße 2 Lage              | 1852     | Quereinhaus; Wirtschaftsteil 1852, Wohntrakt über Gewölbekeller 1863 | Fotos hochladen |
| Protestantische Kirche      | Gumbsweiler, Woogstraße 2 Lage           |          | Saalbau, im Kern gotisch, 1720 barock verändert | Fotos hochladen |
| Quereinhaus                 | Obereisenbach, Ortsstraße 8 Lage         | 1842     | Quereinhaus, bezeichnet 1842 | Fotos hochladen |
| Verwaltungsgebäude          | Obereisenbach, westlich des Ortes Lage   | 1910     | ehemaliges Verwaltungsgebäude des Sandsteinbruchs Reuerrech, mit Schmiede und Kantine, romanisierende Bossenquaderbauten mit Zinnenkranz, 1910                                               | BW              |